# 제임스 (라인프렌즈)
제임스는 라인프렌즈에서 제작한 캐릭터이다. 애니메이션 라인 타운의 성우는 카자마 유토(일본판) / 신용우(한국판)이다. 

## 개요
라인프렌즈에 속한 캐릭터로 최초로 인간 모습을 하고있는 캐릭터이다. 모습은 20대 청년의 분위기를 보이고 있으며 금발에 핸섬해보이는 스타일이다. 성별상으로는 남자이며, 이름과 외모를 보면 제임스 딘에서 모티브를 따온 것으로 보인다.
이 세상에서 자기 자신을 사랑하는 성격으로 마음이 여리며 어려움 앞에서는 무너지는 약한 마음도 보인다. 

## 특징
라인프렌즈에서 보스와 함께 유일한 인간 캐릭터이기도 하다. 다만 보스는 그에 비하면 중노년의 이미지를 가진 스타일이라 차이가 있다.